# Baron Tweedsmuir
Baron Tweedsmuir ['twi:dzmjоэ], of Elsfield in the County of Oxford, ist ein erblicher britischer Adelstitel in der Peerage of the United Kingdom, benannt nach der Ortschaft Tweedsmuir in Scottish Borders.

## Verleihung
Der Titel wurde am 1. Juni 1935 für den schottischen Schriftsteller und Unterhausabgeordneten John Buchan geschaffen, bevor er zum Generalgouverneur von Kanada ernannt wurde.
Heute hat sein Enkel Toby Buchan als 4. Baron den Titel inne.

## Liste der Barone Tweedsmuir (1935)
- John Buchan, 1. Baron Tweedsmuir (1875–1940)
- John Buchan, 2. Baron Tweedsmuir (1911–1996)
- William Buchan, 3. Baron Tweedsmuir (1916–2008)
- Toby Buchan, 4. Baron Tweedsmuir (* 1950)

Titelerbe (Heir Apparent) ist der Sohn des jetzigen Barons, Hon. John Alasdair Gawain Buchan (* 1986).